# دنيس سومرز
دنيس سومرز (بالإنجليزية: Dennis Sommers)‏ هو لاعب كرة قاعدة أسترالي، ولد في 12 يوليو 1940 في نيو لندن في الولايات المتحدة.